# Lispe vittipennis
Lispe vittipennis är en tvåvingeart som beskrevs av Thomson 1869. Lispe vittipennis ingår i släktet Lispe och familjen husflugor. Inga underarter finns listade i Catalogue of Life.